# Chiloporter
Chiloporter is een geslacht van haften (Ephemeroptera) uit de familie Ameletopsidae.

## Soorten
Het geslacht Chiloporter omvat de volgende soorten:
- Chiloporter eatoni